# Hörndlwald
Hörndlwald är en skog i Österrike.   Den ligger i förbundslandet Wien, i den östra delen av landet, 9 km sydväst om huvudstaden Wien.
Runt Hörndlwald är det i huvudsak tätbebyggt. Runt Hörndlwald är det mycket tätbefolkat, med 3 134 invånare per kvadratkilometer.